# Самая-Т
Сама́я Тетяна Вікторівна (нар. 14 вересня 1968 р. у Києві), сценічне ім’я «Сама́я-Т» — заслужена артистка України, кандидат мистецтвознавства, професор кафедри естрадного співу КМАЕЦМ. 

## Життєпис
У п’ять років, звичайно, зарано ще казати про початок творчої кар’єри співачки, коли батьки вперше відвели Тетянку у підготовчий клас фортепіано київської музичної школи ім. В. Косенка. Але заздалегідь до цього, у програму сімейних свят обов’язково входив “сольний виступ” майбутньої Самаї-Т, де вона вражала присутніх численністю пісенного репертуару усіх жанрів та напрямів. У домі була велика кількість платівок та грамзаписів. Але найголовніше, привертало увагу до манери виконання всіх відомих пісень та точне мелодійне інтонування. «Ти диви, — задоволено посміхався батько — і магнітофон не треба включати». 
З шести років додалася загальноосвітня школа (№ 56) і про безтурботне дитинство вже не могло бути і мови, та ще і солістка одразу двох дитячих хорів. Творча  (позашкільна) робота у школі була поставлена досить чудово, достатньо сказати, що хоровий і танцювальний колективи 56-ї школи гідно представляли район і, навіть місто, на різних відповідних оглядах, конкурсах і фестивалях. Так, із першого класу Тетяна, окрім хору музичної школи, вона стала солісткою і цього творчого колективу.  Добре, що хоч все знаходилося не далеко: домівка і школа, і палац «Україна», куди батько частенько приводив своїх двох дівчаток на концерти. «Прийде час, і ти будеш виступати на цій сцені» — таємничо шепотів він дівчинці… І як здійснене пророцтво — перша перемога та звання Лауреата на Другому Московському фестивалі мистецтва у 1987 році. Свідоцтво про успішне закінчення музичної школи вже на руках, але для продовження освіти необхідно закінчити загальноосвітню. Той рік і визначив музичний напрямок Тетяни. Саме у цей період вона знаходить своє покликання, виступаючи у складі багатьох  юнацьких рок-групах та ансамблях. Одночасно бере уроки хореографії та за короткий час стає солісткою танцювального колективу «Квітень», який гастролює по Україні та за її межами, пізнаючи «гастрольну школу виживання». 
«…Ну, з чим вітати, — спитав батько Таню після вступних іспитів до Київського Державного училища естрадно-циркового мистецтва — студентка першого курсу?» «Бери вище, татку! Не першого, а одразу другого!»

## Творчість
Поєднуючи навчання, була запрошена на професійну сцену солісткою-вокалісткою до Київського театру естради. Пізніше — у Київський Державний мюзик-хол. З 1991—1992 рр. — ведуча солістка Ялтинського філіалу Кримської філармонії.
Складні соціальні обставини того часу (1991 рік) збіглись із великими гастрольними поїздками по всьому колишньому СРСР. Громадянське безладдя та комендантські години у кавказьких регіонах, промерзлі стіни готелів та грубе ставлення до артистів у Сибіру, невиплата обіцяних гонорарів, ліквідація провідних творчих колективів, змушувало думати про недоцільність продовження кар’єри співачки. Тетяна приїздить додому хвора та морально розбита, з твердим рішенням зупинити цей шлях… Стрес продовжувався недовго. Рідні стіни, затишок та тепло друзів швидко відновили сили. І визначна дата у ніч на Різдво 1992 року — вона знайомиться зі Стасом Макієвським, який став її чоловіком і творчим продюсером вже як Самаї-Т (з 1994 року)… «Це було моє друге народження…» — згадує Тетяна.  
З 1994 до 1996 року співачка виступає із сольними номерами у кращих київських нічних клубах,  де самобутньо відкривається її природна обдарованість. Розкішна, багатогранна артистична натура виявляється у формуванні програм різних стильових напрямів урбаністичної музики: від романсів до популярних пісень, від відомих міжнародних хітів до джазових стандартів, де Тетяна вкраплює у мелодичну палітру пісні своє бачення, свій шарм. У результаті чого визначився свій власний пісенний стиль.  
Весною 1996 року видатний поет-пісняр Юрій Рибчинський, побачивши виступ Самаї-Т, відзначив: «Її вже нема чому навчати! Настав час представляти…» — і спеціально для неї, у співавторстві з найвідомішим композитором Ігорем Покладом, була написана пісня «Крила». Не часто так буває, щоб перша пісня одразу була прийнята народом та стала візитівкою Самаї-Т. Тетяна до сьогодні не може звикнути до відчуттів своєї причетності як співачки щодо розкриття основного образу у пісні, оскільки «Крила» всюди визнають «народженою народом». На Міжнародному фестивалі мистецтв «Слов’янський Базар-96» Тетяну відзначили званням Дипломанта конкурсу молодих виконавців. І восени того ж року вона приступає до роботи над першим альбомом «Крила», який випустила навесні 1997 року рекордингова компанія «Western Thunder». Самая-Т продовжує працювати над новою сольною програмою. Бере участь у багатьох Міжнародних та Всеукраїнських фестивалях і конкурсах, поповнюючи кількість лауреатських звань: «Пісенний Вернісаж-96, 97».
Гостя Міжнародних фестивалів «Таврійські Ігри», «Бархатний сезон», «Стожари», «Золотий Вітязь», «Зустрічі друзів», «На хвилях Світязя», «Слов'янський Базар» та багатьох інших. Часто їздить, дає концерти. Її пісні транслюють по радіо та TV. Про неї багато пишуть у центральних газетах та журналах. Критики характеризують її творчість лаконічним змістом перекладу абревіатури сценічного імені Самая-Т, як: «сама я — таємничість», «сама я — театр», «сама я — Тера», «сама я — творчість», «сама я — тендітність» та ін. І не безпідставно! Оскільки Тетяна втілює у пісню синонімічні вищеназваному образи. Це і є її стиль, її перевтілення! У червні 1998 року, за Указом Президента України, співачці Самаї-Т присвоєно почесне звання Заслуженої артистки України. Вийшли у світ такі її альбоми як, «Пароль», «Русский шансон», «Єврейський кіпіш», «Шансон дощу».
Співпраця з такими відомими композиторами як: Ігор Поклад, Олександр Жилінський, Роман Суржа, Арнольд Святогоров, Лілія Остапенко, Анатолій Новак, Олег Харитонов, Анатолій Карпенко, Вадим Чумак, Марко Файнер, Дмитро Чугай; поетами: Юрій Рибчинський, Михайло Ткач, Олексій Кононенко, Олександр Вратарьов, Наталії Науменко, Ігор Кручік, Віталій Близнюк, Анатолій Фіглюк, Ліна Моденова та інш. Доробок спвачки налічує багато концертних програм у різних стильових напрямах, з якими вона виступає у різних куточках країни та представляє Україну на Міжнародних фестивалях мистецтв («Слов’янський Базар-2003», «Золотий Вітязь», «Бархатний сезон» та ін.). Бере участь у різних дитячих пісенних фестивалях та конкурсах головою та членом журі. З 2000 року веде креативну лінію Всеукраїнського фестивалю творчості дітей села «Золоте зернятко» як голова журі та лідер ініціативної групи однодумців-діячів культури та мистецтв. У зв’язку з погіршенням умов роботи на українській сцені, співачка не може стояти осторонь, тому і активно відстоює свою думку, опубліковуючи свої статті у передових виданнях України. Наприкінці 2009 року завершилася робота над соціальним проектом «Реквієм України», що брав участь у конкурсній програмі четвертого телефестивалю «Відкрий Україну!» (2010) та нагороджений дипломом за якісне виробництво телепродукції на гостру соціальну тематику. 

## Науково-педагогічна діяльність
Доробок Заслуженої артистки України Тетяни Самаї (Самая-Т) не обмежується лише сценічною практичною й громадською діяльністю, але і науковою роботою. Результатом є успішне закінчення магістратури Академії керівних кадрів культури та мистецтв (зараз НАКККіМ [Архівовано 30 березня 2019 у Wayback Machine.]), на кафедрі музикології з червоним дипломом й золотою медаллю у 2009 році (науковий керівник доктор мистецтвознавства Терещенко А. К.), продовження навчання в аспірантурі та захист у 2017 році дисертаційного дослідження на тему «Вокальне мистецтво естради як чинник культурного життя України другої половини XX — початку XXI століття» (науковий керівник, доктор мистецтвознавства Зосім О. Л.). 
Досить логічним стало запрошення Тетяни Самаї на викладацьку роботу у її альма-матер — до Київської Муніципальної академії естрадного та циркового мистецтв [Архівовано 27 серпня 2019 у Wayback Machine.], де на кафедрі естрадного співу вона працює на посаді доцента і сьогодні виховує молоді мистецькі кадри. 2019 рік — вихід монографії «Вокальне мистецтво естради: український контекст».
Таким чином, кандидат мистецтвознавства, заслужена артистка України Тетяна Самая (Самая-Т) сценічний досвід, громадянську позицію, наукову фаховість утілює у формування національної вокальної культури України.

## Музична діяльність
Альбоми
- МС «КРИЛА»1997[9]
- CD Пароль" 2000[10]
- CD «Русский шансон» 2002
- CD «Єврейський кіпіш» 2003
- CD «Шансон дощу» 2004
- CD «КРИЛА» (оновлений) 2005
- CD «THE Best» 2007

Відеокліпи
- «Крила» 1999[11]
- «Пароль XXI» 2000[12]
- «Реквієм України» 2009